# Puig Pedrós (Pals)
El Puig Pedrós és una muntanya de 102 metres que es troba al municipi de Pals, a la comarca catalana del Baix Empordà.